# Pink Floyd : Ummagumma Documentaire
Pour plus de détails, voir Fiche technique et Distribution.
Pink Floyd's Ummagumma est un DVD sorti en 2006 dans la collection Rock Milestones. Il retrace la genèse de l'album Ummagumma publié en 1969. 
Le documentaire, narré par Bob Harris, revient sur l'arrivée de David Gilmour dans le groupe et le départ de Syd Barrett et fait une rétrospective de la genèse de A Saucerful of Secrets et de More avant d'en venir à l'analyse et l'histoire de l'album Ummagumma.

## Contenu du documentaire
Le documentaire fait une large part aux témoignages et avis de :
- John Cavanagh, producteur de la collection Rock Milestones ;
- Nigel Cross, journaliste spécialisé de la presse musicale britannique ;
- Norman Smith, producteur des premiers albums de Pink Floyd ;
- Peter Mew, ingénieur du son sur l'album Ummagumma ;
- Ron Geesin qui collabora à l'album Atom Heart Mother ;
- Nick Tauber

et donne des extraits d'interviews de David Gilmour, Nick Mason et Roger Waters.
Les performances scéniques (ou studio) de Pink Floyd sont données sous formes d'extraits. Aucun morceau n'est diffusé dans son intégralité, tout au moins de manière continue. À noter des extraits du film More de Barbet Schroeder. En bonus le DVD propose une galerie de photos du groupe.
Le DVD contient des extraits des enregistrements suivants :
- Set the Controls for the Heart of the Sun, enregistrée pour l'émission de télévision KQED an hour with Pink Floyd en 1970 ;
- Jugband Blues, interprétée par Syd Barrett (film promotionnel) (1968) ;
- Astronomy Domine enregistré par la BBC en 1967 ;
- Astronomy Domine enregistré dans l'émission Bouton rouge par l'ORTF en 1968 ;
- The Scarecrow enregistré à la RTBF en 1967 ;
- Cymbaline, enregistrée pour l'émission de télévision KQED an hour with Pink Floyd en 1970 ;
- Cymbaline, extrait du film More de Barbet Schroeder 1969 ;
- Green Is the Colour, enregistré par l'ORTF lors du festival de jazz de Saint-Tropez en 1970 ;
- Grantchester Meadows, enregistrée pour l'émission de télévision KQED an hour with Pink Floyd en 1970.
- Careful with That Axe, Eugene, enregistré par l'ORTF lors du festival de jazz de Saint-Tropez en 1970 ;
- Careful with That Axe, Eugene, enregistrée pour l'émission de télévision KQED an hour with Pink Floyd en 1970.

## Liste des chapitres
1. Set the Controls for the Heart of the Sun
2. Syd Barrett
3. David Gilmour
4. Cymbaline \ More
5. Grantchester Meadows
6. Ummagumma
7. Careful With That Axe, Eugene

## Fiche technique
- Titre : Pink Floyd's Ummagumma
- Réalisateur : Divers
- Musique : Pink Floyd
- Production : John Cavanagh
- Distribution : Hurricane International Ltd
- Format : DVD
- Langue : anglais, sous-titres :  France,  Allemagne,  Italie,  Espagne,  Suède
- Genre : Film documentaire
- Durée : 53 minutes
- Année de sortie : 2006